# Al Bano I Ego Ledi 2
Al Bano i Ego Ledi 2 è la seconda raccolta di Al Bano pubblicata in Russia nel 2005.
Contiene duetti con 10 cantanti russe. Anche in questo album Al Bano canta non solo in italiano ma anche in lingua russa.

## Tracce
1. Liberta' / Свобода (Springbock, L.B. Horn, Willy Molco, Romina Power, Vito Pallavicini) - Al Bano & Irina Ponarowskaja
2. I opyat' vo dvore - Al Bano & Irina Ponarowskaja
3. Gloria / Глория (Umberto Tozzi, Giancarlo Bigazzi) - Al Bano & Irina Otieva
4. Buona sera signorina / Нет, hе cейчас (Peter De Rose, Karl Siegman, Albano Carrisi) - Al Bano & Anastasija Stockaja
5. Prima notte d'amore / Морская История (Albano Carrisi, Romina Power) - Al Bano & Katja Lel'
6. Azzurro / Голубой Паравозик (Michele Virano, Paolo Conte, Vito Pallavicini) - Al Bano con Irina Epifanova & Neposedi
7. La canzone di Maria (Raggae Version) / Песня Марии (Maurizio Fabrizio, Bruno Lauzi) - Al Bano con Nadežda Babkina & "Russkaya Pesnya" Vocal Ensemble
8. Romashki spryatalis - Al Bano con Nadezhda Babkina & "Russkaya Pesnya" Vocal Ensemble
9. Per chi (Pete Ham, Tom Evans, Daniele Pace) - Al Bano & Larisa Dolina
10. Staryj klen - Al Bano & Larisa Dolina
11. Sharazan / Фантазия Любви	(Albano Carrisi, Romina Power, Ciro Dammicco) - Al Bano & Laima Vaikule
12. Oggi sposi / Остров Счастья (Giancarlo Andretto, Depsa) - Al Bano & Aziza
13. Тvoya ulybka - Al Bano & Aziza